# Ізмаїльська картинна галерея
Ізмаїльська картинна галерея (Обласний Центр естетичного виховання та студія телебачення) — розташована на розі проспекту Незалежності, 19 та вулиці Шкільна 59 в місті Ізмаїл (Одеська область).

## Історія
Історія Ізмаїльської картинної галереї починається у 1974 році з художнього відділу музею Олександра Суворова. Протягом 15 років колекцію збирала та комплектувала ентузіаст музейної справи Емілія Миколаївна Євдокімова, у майбутньому — перший директор галереї й почесний громадянин міста. На базі колекції 1 серпня 1987 року згідно з Наказом Міністерства культури України в Ізмаїлі відкрито картинну галерею як філію Одеського художнього музею.
У 1994 році галерею було реорганізовано у державний самостійний музей II категорії обласного підпорядкування. Колекція нараховує близько 5000 експонатів. 
У 1999 році за активну культурно-масову та науково-просвітницьку роботу, вагомий внесок у державну програму по духовному вихованню молоді та населення Одеська обласна державна адміністрація надала Ізмаїльській картинній галереї статус Обласного Центру естетичного виховання.
З 1991 року на базі картинної галереї діє Ізмаїльська студія телебачення, яка висвітлює культурні події, а також суспільно-соціальне життя Придунайського краю.

## Фонд
На початок 2017 року, фонд галереї складав понад 5000 експонатів.
Основа колекції — твори мистецтва з фондів Міністерства культури України, спілки художників України та СРСР, а також художні твори з приватних колекцій.
Постійна експозиція складається з розділів:
- сучасне мистецтво України (живопис, графіка, скульптура);
- декоративно-ужиткове мистецтво України;
- іконопис та предмети культу XVII—XIX ст.;
- західноєвропейське мистецтво XVI—XIX ст.;
- мистецтво народів Сходу.

## Діяльність
Щорічно музей відкриває більш як 20 виставок з власних фондів, з інших музеїв, групові та персональні виставки сучасних митців України та зарубіжжя. Традиційними є регіональні виставки «Краса, створена жінкою», «Благовіст», «Бесарабська палітра» (до Дня міста Ізмаїл); акція «Ніч у музеї» (із залученням українських та іноземних майстрів); регіональний дитячий арт-проект «Новорічна феєрія» та міжнародний дитячий фестиваль «Дунай — ріка дружби» (за участю юних художників з європейських країн).
В літературно-музичній гостинній «Вернісаж» проводяться зустрічі з відомими представниками культури та мистецтва, концерти, поетичні вечори, презентації.
З часів заснування приділяється велика увага роботі з дітьми, впроваджуються інноваційні форми та досвід різних музеїв світу. Програма «Музейна педагогіка», яка розроблена науковими співробітниками музею сумісно з вчителями шкіл, викладачами вишів та позашкільних закладів, складається  з комплексних занять для вихованців дитячих садків, учнів молодших та середніх класів («У світі прекрасного»); інтегрованих занять для дітей старшого шкільного віку та студентів; майстер-класів з окремих видів мистецтва.